# アンドレアス・クリーガー

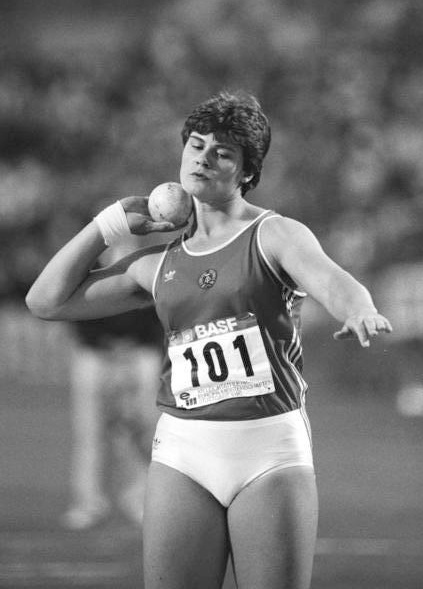
1986年ヨーロッパ陸上競技選手権大会で競技するクリーガー

アンドレアス・クリーガー（ドイツ語: Andreas Krieger, 1965年7月20日 - ）は、ドイツのかつての砲丸投選手で、1980年代、ハイディ・クリーガー（ドイツ語: Heidi Krieger）の名で、東ドイツの陸上競技チームだったSCディナモ・ベルリンに所属する女性の選手として競技していた。
彼は16歳の時から、何年にもわたって東ドイツの当局により、無告知でアナボリックステロイドの組織的ドーピングを受け続けた事が原因で、彼の身体はより男性的になっていった。1990年代、クリーガーはトランス男性である事を告白し、性別適合手術を受けた。クリーガーは、彼がドーピングを受けるようになる以前から彼の性的な自認に不安を覚える事があったものの、ドーピングの濫用によって「ハイディが殺された」ように感じると述べた。

## 関連文献
- E. German Olympic Dopers Guilty (wired.com)